# Seno de Casiguran
El seno de Casiguran (en inglés: Casiguran Sound) se encuentra situado en la costa del Mar de Filipinas en la isla de Luzón en el municipio de Casiguran en la provincia de Aurora situada en la Región Administrativa de Luzón Central, también denominada Región III.

## Geografía
Su costa se halla toda rodeada de escollos. Precede a la bahía de Casiguran separado de ella por un estrechamiento conocido como Motiong Point. Tanto el seno como la bahía quedan cerrados por el este por la península de San Ildefonso, que termina en el cabo del mismo nombre.

## Windsurf
Por no verse afectados por los vientos del monzón de octubre a febrero es un lugar ideal para la práctica del windsurf.